# مهاباد
مهاباد مرکز شهرستان مهاباد و یکی از شهرهای استان آذربایجان غربی در ایران است. این شهر که در جنوب استان و در منطقه تاریخی مکریان قرار دارد. مهاباد شهری سرسبز است و در میان چندین کوه واقع شده است. بر اساس سرشماری عمومی نفوس و مسکن کشور در سال ۱۳۹۵ جمعیت این شهر ۱۶۸٬۳۹۳ نفر بوده است. مهاباد که به نگین آذربایجان غربی مشهور است همه ساله بیشترین آمار گردشگران را در این استان به خود اختصاص می‌دهد. از جاذبه‌های گردشگری این شهر می‌توان به رودخانه و سد مهاباد که یکی از نزدیکترین سدها به محلات مسکونی در جهان است، بازارچه‌ها و بازار بزرگ تاناکورای مهاباد که تأمین‌کنندهٔ اصلی لباس دیگر بازارها و مغازه‌های تاناکورای کشور محسوب می‌شود، همچنین از دیگر جاذبه‌های گردشگری مهاباد می‌توان به تالاب کانی برازان، قپی‌باباعلی، دخمه مادی فخریگاه در روستای آگریقاش و غار سهولان (دومین غار بزرگ آبی ایران در مسیر جاده مهاباد -بوکان اشاره کرد).
مهاباد در ابتدا آبادی کوچکی بوده است که در سال ۱۰۳۸ قمری و در اواخر حکومت شاه عباس صفوی، بداق سلطان حاکم ایل مکری محل حاکمیت خود را به مهاباد انتقال داد و در اقدامات عمرانی متعدد این شهر را توسعه بخشید. این شهر پایتخت جمهوری مهاباد نیز در سال ۱۳۲۴ شمسی بوده است. در گذشته مرکز حکومت بخشی از امرای مکری بود، حکومتی که در این شهر اقدام به ضرب سکه کرد. منطقه مهاباد، صحنه درگیری‌های مکرر سیاسی در دوران مدرن بود، به‌طوری‌که پس از جمهوری ۱۱ ماهه مهاباد، این شهر مرکز ملی‌گرایی بخشی از کُردهای ایران قرار گرفت. در سال ۱۳۵۷ شمسی با وجود استقرار ارتش و پادگان‌های مختلف نیروهای نظامی در آن، در جریان انقلاب ۱۳۵۷ سقوط کرد و مدتی تحت کنترل احزاب کُردی بود. این شهر مرکز نا آرامی‌های مناطق کُردنشین نیز به‌شمار می‌رود.
مهاباد از شمال با میاندواب، از شرق با بوکان، از غرب با پیرانشهر و نقده و از جنوب با سردشت هم‌مرز است. در شهرستان مهاباد، زبان کردی به‌عنوان زبان مادری و زبان فارسی به‌عنوان زبان آموزش و مکاتبات رسمی، مورد استفاده قرار می‌گیرد.

## خاستگاه نامگذاری
تا قبل از سال ۱۳۱۵ شمسی نام این شهر، ساوجبلاغ یا ساوجبلاغ مکری بود. ریشه نام ساوجبلاغ، ترکی آذری است که به معنی، چشمه سرد است. بنا به پیشنهاد وزارت فرهنگ دوره پهلوی رضاشاه، از این تاریخ نام ساوجبلاغ به مهاباد تغییرنام یافت. همچنین در سندی مربوط به سال ۱۳۱۳ شمسی، سه نام «آباد شهر، سرداب و مهاباد» برای تغییرنام این شهر پیشنهاد داده شد که در نهایت، مهاباد انتخاب و تعیین شد. دربارهٔ واژه مهاباد تاکنون تعبیرات و معناهای گوناگونی گفته شده است. مهاباد را مادآباد نیز گفته‌اند که این تعبیر هیچ گونه دلیل قابل قبولی همراه ندارد. این شهر را مه‌آباد نیز گفته‌اند که اگر به معنای جایی باشد که همیشه مه آلود است این تعبیر نیز با واقعیت وفق نمی‌کند.

## پیشینه

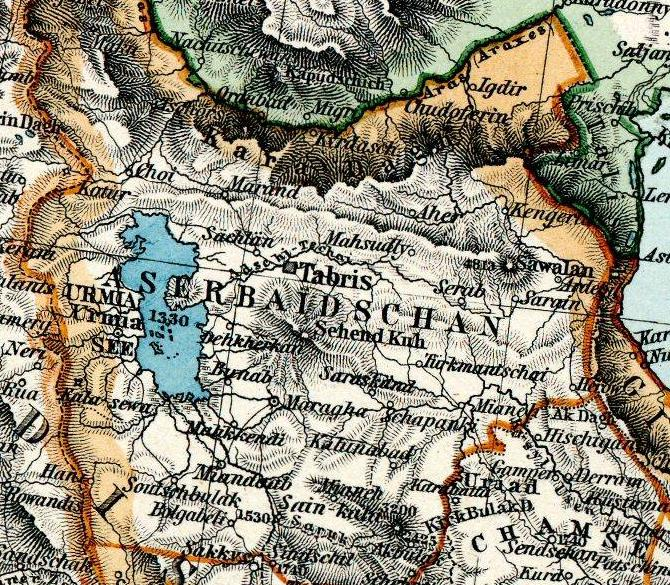
بخشی از نقشهٔ ایران و توران در دورهٔ قاجاریه؛ نام قدیمی مهاباد، ساوج‌بلاغ، در جنوب غربی نقشه مشهود است.

### پیش از اسلام
مهاباد به دلیل داشتن موقعیت جغرافیایی ممتاز با وجود دشت‌ها و جلگه‌های حاصلخیز در شمار قدیم‌ترین سکونتگاه‌های بشری به‌شمار می‌رود. بررسی‌های علمی، شواهدی را از وجود مردمی با تمدن کشاورزی و دارای «سفال‌های منقوش» که هم‌زمان با تمدن‌های سیلک ۳ و شوش بوده‌اند نشان می‌دهد. مردمان این تمدن‌ها در ۳٬۵۰۰ پیش از میلاد با تمدن‌های فلات ایران و میان‌رودان رابطه داشته‌اند. بررسی‌های باستانشناسی شهر ویران و یوسف‌کندی این موضوع را ثابت می‌کند. این تمدن‌ها تا پیش از هجوم آشوریان در هزاره اول پیش از میلاد دارای ثباتی نسبی بوده‌اند.
پس از هجوم آشوریان و نابودی تمدن‌های اورارتو و مانا، مردمان آن‌ها به سوی نواحی جنوب و جنوب غربی استان آذربایجان غربی فعلی مهاجرت کردند. آنان برای محافظت از خود در مناطق کوهستانی این نواحی دژهایی ساختند که بقایای این دژها مانند قلات شاه هنوز در منطقه وجود دارند.
در دوران آرامش این منطقه مادها شروع به سکونت در آن کردند. آرامگاه فقریکای (فخریکا) گواه حضور آنان در این منطقه است؛ ولی با هجوم آشوریان، آرامش از این منطقه رخت می‌بندد؛ به‌طوری‌که تا دوره هخامنشیان زندگی در این منطقه تنها در دژها و مناطق کوهستانی، با حکمرانی‌های قبیله‌ای و اقتصاد شبانی ادامه یافت. در دوران هخامنشیان، امنیتی نسبی در منطقه برقرار شد ولی به دلیل اینکه این منطقه یکی از گذرگاه‌های یونانیان برای حمله به ایران بود دوباره امنیت از منطقه رخت بربست. این منطقه به دلیل تهاجمات مکرر یونانیان صدمات فراوانی دید. برای همین یکی از مجرب‌ترین شاخه‌های پارتیزانی ارتش اشکانیان در این منطقه استقرار یافت. تا دوره ساسانیان نیز منطقه، موقعیت حساس استراتژیک خود را حفظ کرد.
بطلیموس نیز مهاباد را داروشاه و راولینوس به نام دارایاس نامیده است و امروزه در سه فرسنخی شهر فعلی قریه‌ای به نام دریاز (دریاس) مشهود است که از قرار معلوم شهر دارایاس آنجا بوده است.

### پس از اسلام

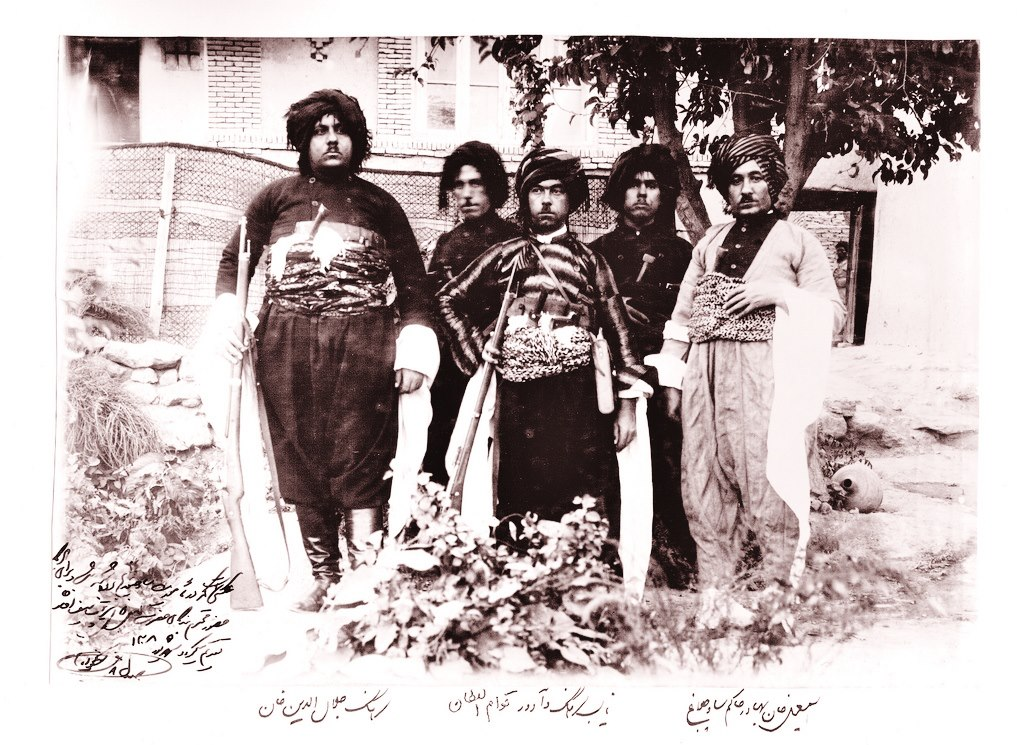
جمعی از سران مهاباد، سال ۱۹۲۹ فرد سمت راست: سعیدخان بهادر حاکم وقت مهاباد

مهاباد شهری‌ست قدیمی که در ازمنه پیشین مرکز نواحی کردنشین (مکریان) بوده است. دیرینگی این شهر دست کم به دوران صفوی بازمی‌گردد.
شهر مهاباد در کالبد کنونی توسط صارم‌بگ از ملوک کُرد ساوجبلاغ مُکری در اوایل سدهٔ ۱۱ هجری در بخش شمال نزدیک به خم رودخانه مهاباد محله باغ سیسه فعلی بنا گردید.
امپراتوری صفویه به نام اسلام شیعه و علیه کردهای سنی، داریاز مهاباد را ویران کرد.

### معاصر

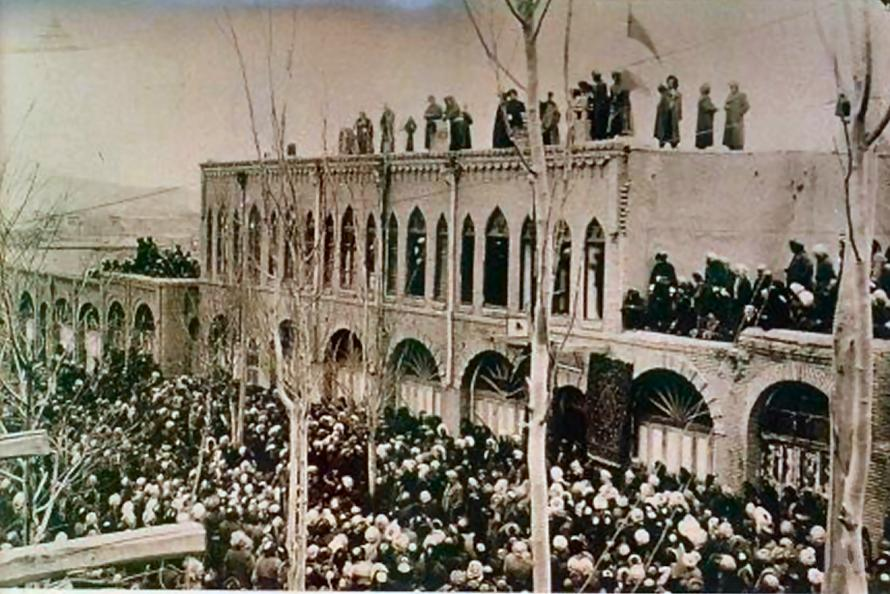
جمهوری مهاباد در سال ۱۹۴۶ برافراشتن پرچم این جمهوری بر بالای ساختمانی در اطراف میدان چوارچرای سابق یا شهرداری کنونی

این شهر در دهه‌های گذشته آشوب‌های سیاسی نیز به‌خود دیده است. مقر جمهوری مهاباد که در سال ۱۹۴۶ برابر با سال ۱۳۲۵ تشکیل شده‌بود، در شهر مهاباد بود. پس از انقلاب، حزب دمکرات کردستان ایران در اسفند ۱۳۵۷در جریان میتینگی بزرگ فعالیت‌های علنی خود را پس از ۳۲ سال از سر گرفت. اندکی بعد دفتر سیاسی حزب دمکرات در محل خانهٔ جوانان مستقر شد. علاوه بر این کومله نیز با گشایش دفتر در این شهر به فعالیت پرداخت. در اواخر سال ۱۳۵۸ بیش از ۲۵ حزب سیاسی در این شهر فعالیت می‌کردند. اندکی بعد، گروه‌های چپ ایرانی قانون اساسی جمهوری اسلامی را غیردمکراتیک و واپسگرایانه خواندند. این گروه‌ها پس از مدت‌ها مذاکره تصمیم گرفتند تا یک قانون اساسی جدید را به تصویب برسانند. از آنجا که عمده مذاکرات و هماهنگی‌های این قانون اساسی در مهاباد انجام شده بود، به میثاق مهاباد  شهرت یافت. اما درست در روزی که قرار بود این مذاکرات با حضور ده‌ها گروه نهایی شود، ارتش از دو محور به مهاباد حمله کرد.
مهاباد تا پاییز ۱۳۵۹ دو بار میان جمهوری اسلامی و پیشمرگان دمکرات -کومله دست به دست شد. تنها در هفتهٔ آخر شهریور ۱۳۵۹ بیش از ۶۵۰ نفر از ساکنان شهر بر اثر گلوله‌باران ارتش در این شهر کشته شدند.
تقسیمات سابق مهاباد و حومه و توابع تا سال ۱۳۲۲ خورشیدی بدین شرح بوده است:
بخش مرکزی مهاباد، بخش بوکان، بخش نقده، بخش اشنویه، بخش مرحمت‌آباد (که بعداً میاندوآب نامیده شد)، بخش شاهیندژ، بخش تکاب، بخش سقز، بخش بانه، بخش سردشت، بخش پیرانشهر.
بخش‌های پیرانشهر، نقده و اشنویه از سال ۱۳۲۲ به‌علت عدم وجود ارتش ایران در مهاباد موقتاً تا اعادهٔ وضع عادی ضمیمه شهرستان ارومیه شدند. بخش‌های سقز، بانه و سردشت نیز از همان تاریخ و به همان دلیل ضمیمه شهرستان سنندج شدند.
بخش‌های میاندوآب، شاهین دژ و تکاب نیز ضمیمه سنندج گردیدند. تنها بوکان از توابع مهاباد مانده بود. اما از بعد از ورود مجدد ارتش در ۲۱ آذر سال ۱۳۲۵ شمسی بخش‌های مذکور نه تنها به مهاباد ضمیمه نشدند بلکه هر یک از بخش‌های: میاندوآب، نقده، تکاب، پیرانشهر، سقز، بانه و سردشت خود تبدیل به شهرستان شدند. بوکان نیز در ۲۸ اسفند سال ۱۳۶۸ از مهاباد جدا شد و تبدیل به شهرستان شد.

## وضعیت طبیعی

### جغرافیا

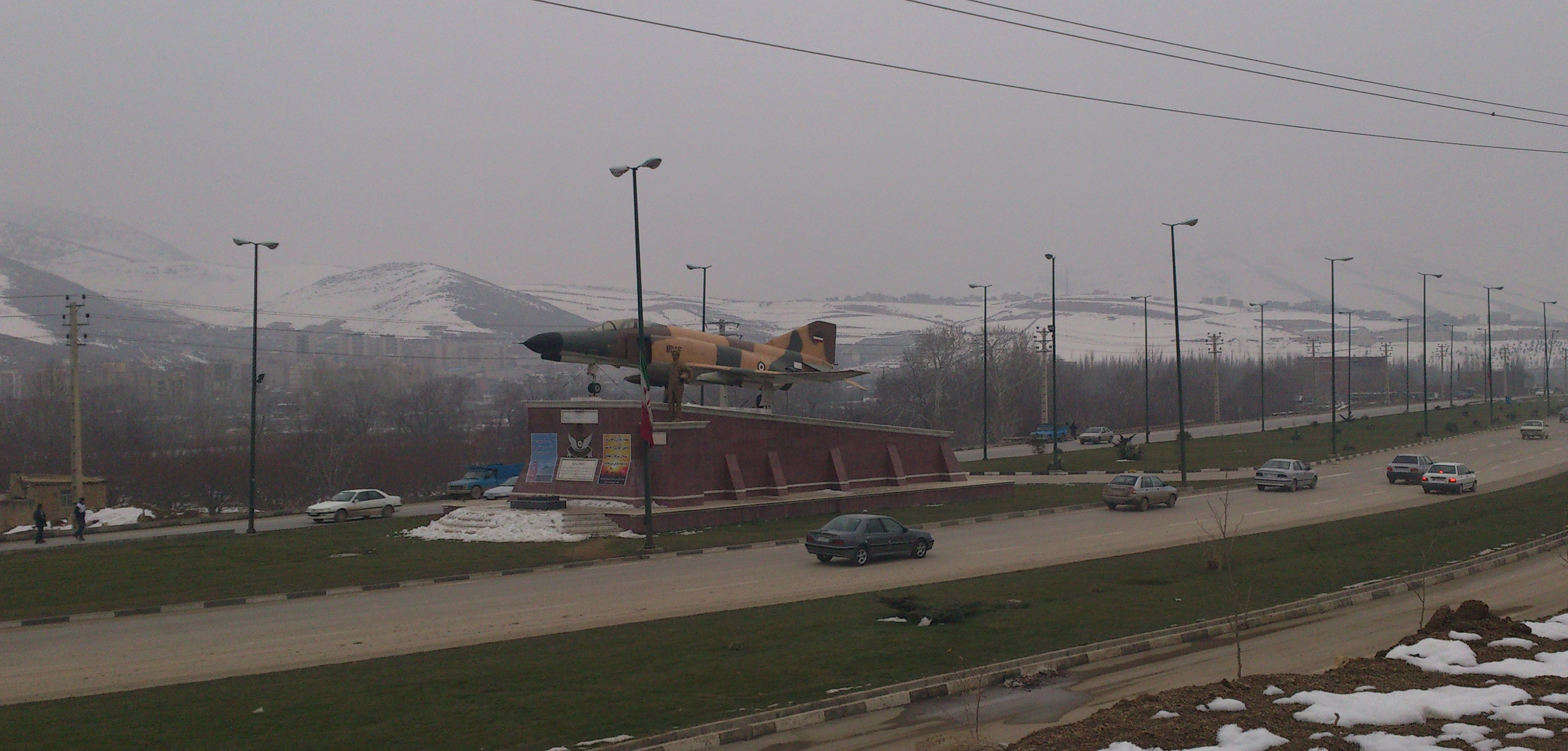
ورودی مهاباد-ارومیه در تصویر ماکت هواپیمای جنگنده و تندیس خلبان خالد حیدری (که از او به عنوان نخستین خلبان شهید برون‌مرزی نیروی هوایی ارتش جمهوری اسلامی ایران یاد می‌شود)، مشاهده می‌گردد.

مهاباد در جنوب استان آذربایجان غربی، در عرض جغرافیاییَ ۴۶ و °۳۶ شمالی و طول جغرافیاییَ ۴۳ و °۴۵ شرقی و در دامنه رشته کوه‌های لند شیخان قرار دارد. ارتفاع این شهر از سطح دریا ۱۳۲۰ متر می‌باشد؛ و از آب و هوای معتدلی بر خوردار است که زمستان‌ها هوای سردی دارد و تابستان‌ها هوای شهر مهاباد گرم است.
شهرستان مهاباد یکی از شهرهای کردنشین جنوب استان آذربایجان غربی است که از شمال به شهرستان میاندوآب، از جنوب به سردشت، از غرب به پیرانشهر و نقده و از شرق به بوکان محدود می‌شود. این شهرستان در موقعیت طول جغرافیایی ۴۵ درجه و ۴۳ دقیقه شرقی و عرض جغرافیایی ۳۶ درجه و ۴۶ دقیقه شمالی از نصف النهار گرینویچ واقع شده است. فاصله آن تا مرکز استان ۱۲۰ کیلومتر و تا تهران ۷۵۰ کیلومتر است.

### جمعیت

تغییرات جمعیت مهاباد در سده ۱۴ام

### بناها

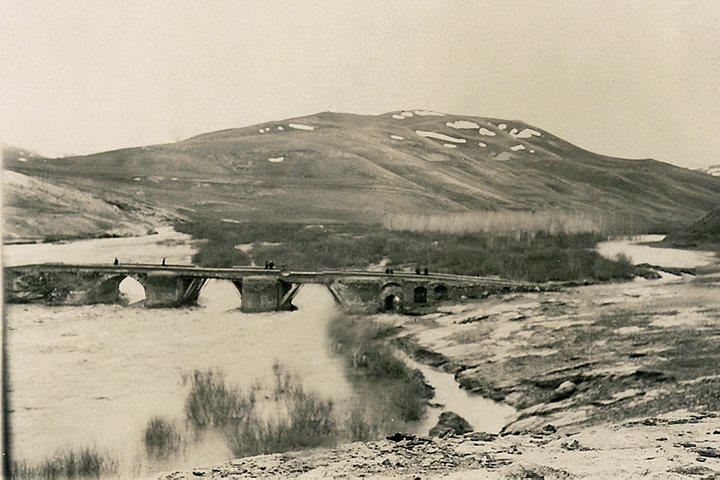
پل سرخ (به کردی پردی سوور) از اقدامات عمرانی بداق سلطان مکری، در سال ۱۰۸۴ هجری بر روی رودخانه مهاباد احداث گردید. این پل در زمان احداث دریاچه سد مهاباد به دلایل نامعلومی، علی‌رغم عدم هیچگونه مزاحمتی تخریب شد.

### مساجد

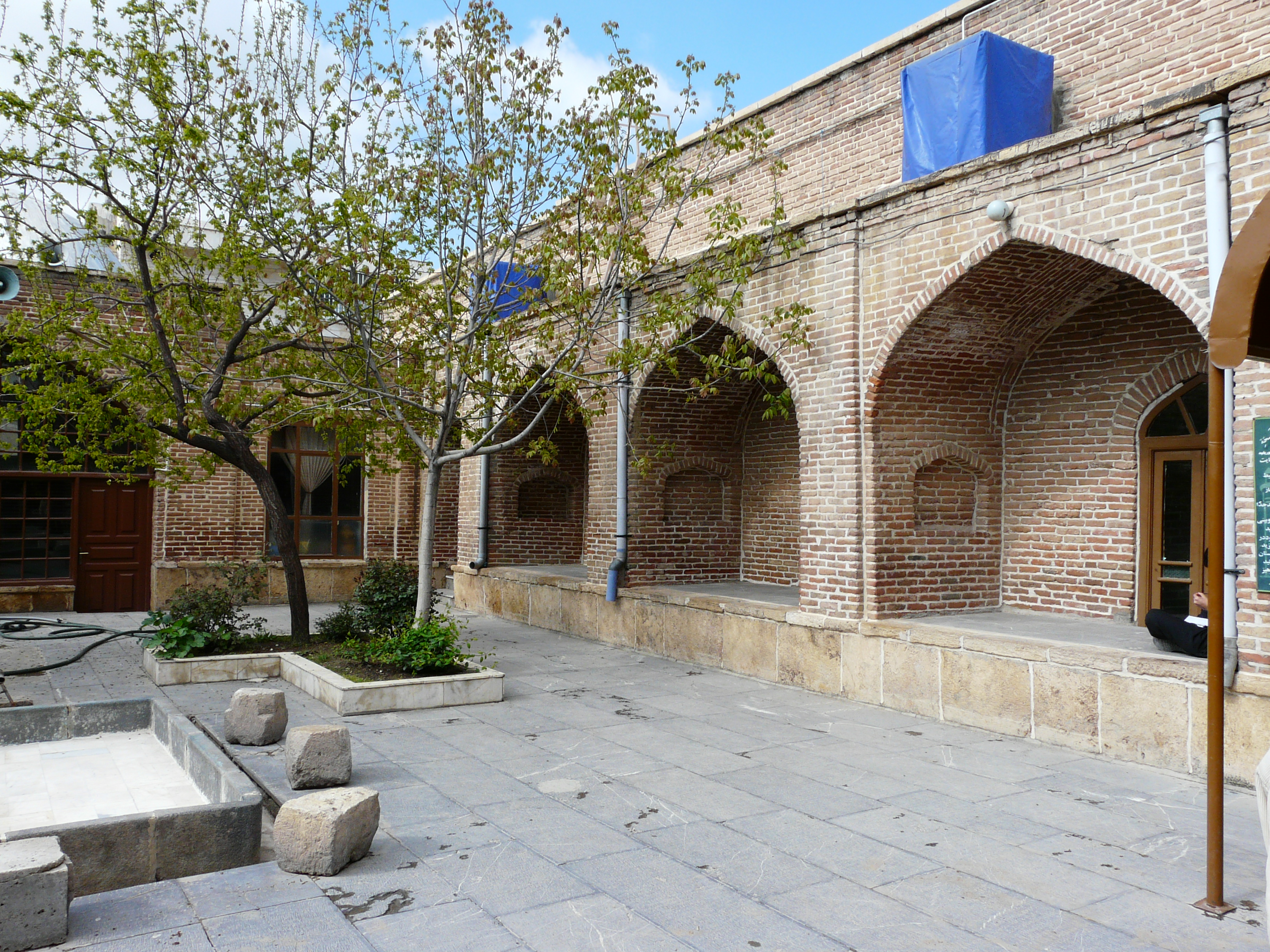
مسجد جامع سرخ مهاباد، متعلق به دوره صفویه و یکی از اقدامات عمرانی بداق سلطان حاکم وقت مهاباد

### گسترش شهر

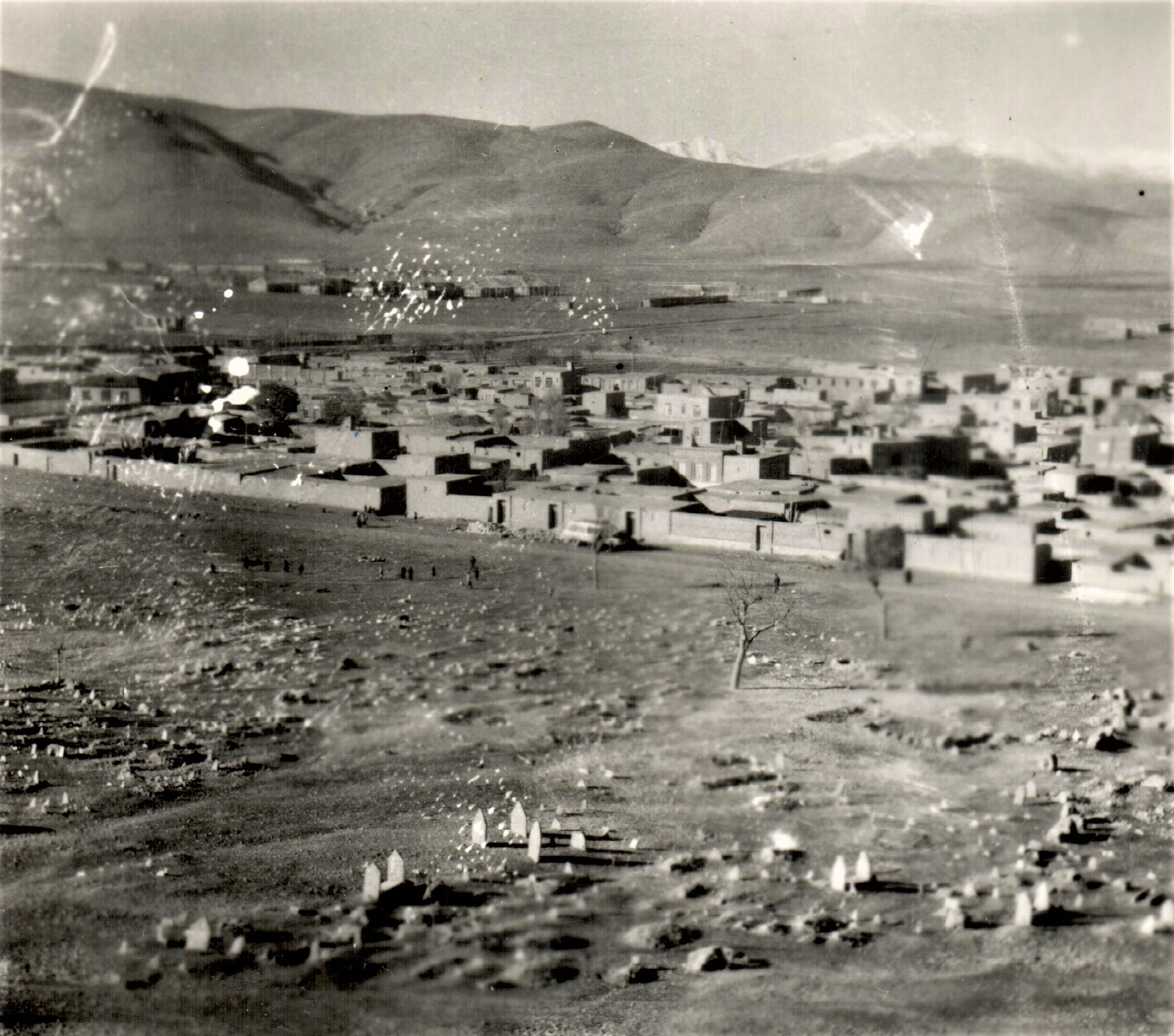
نمایی از شهر مهاباد در سال ۱۳۳۷

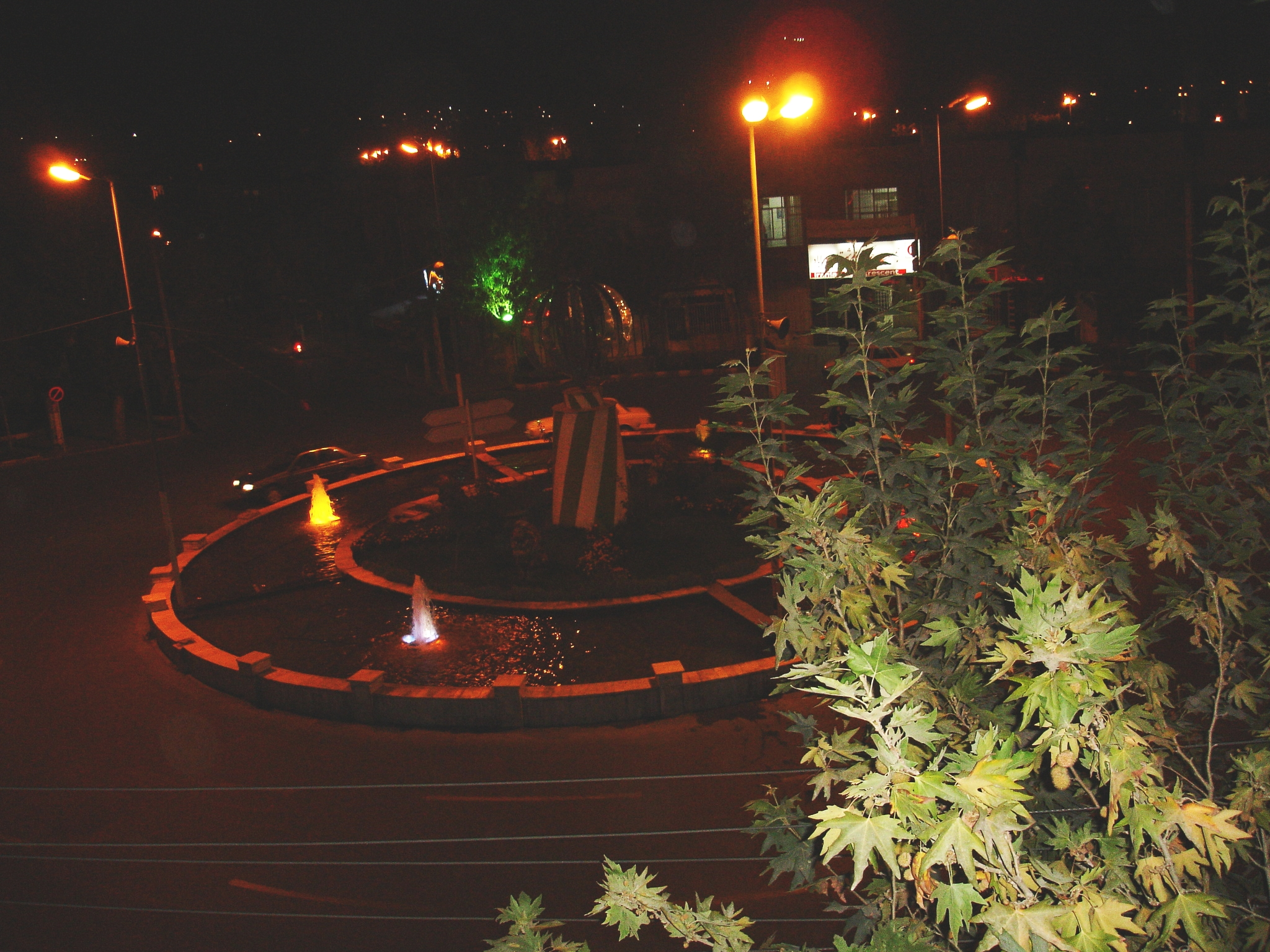
میدان چهارچراغ (شهرداری) در شب

## ترابری

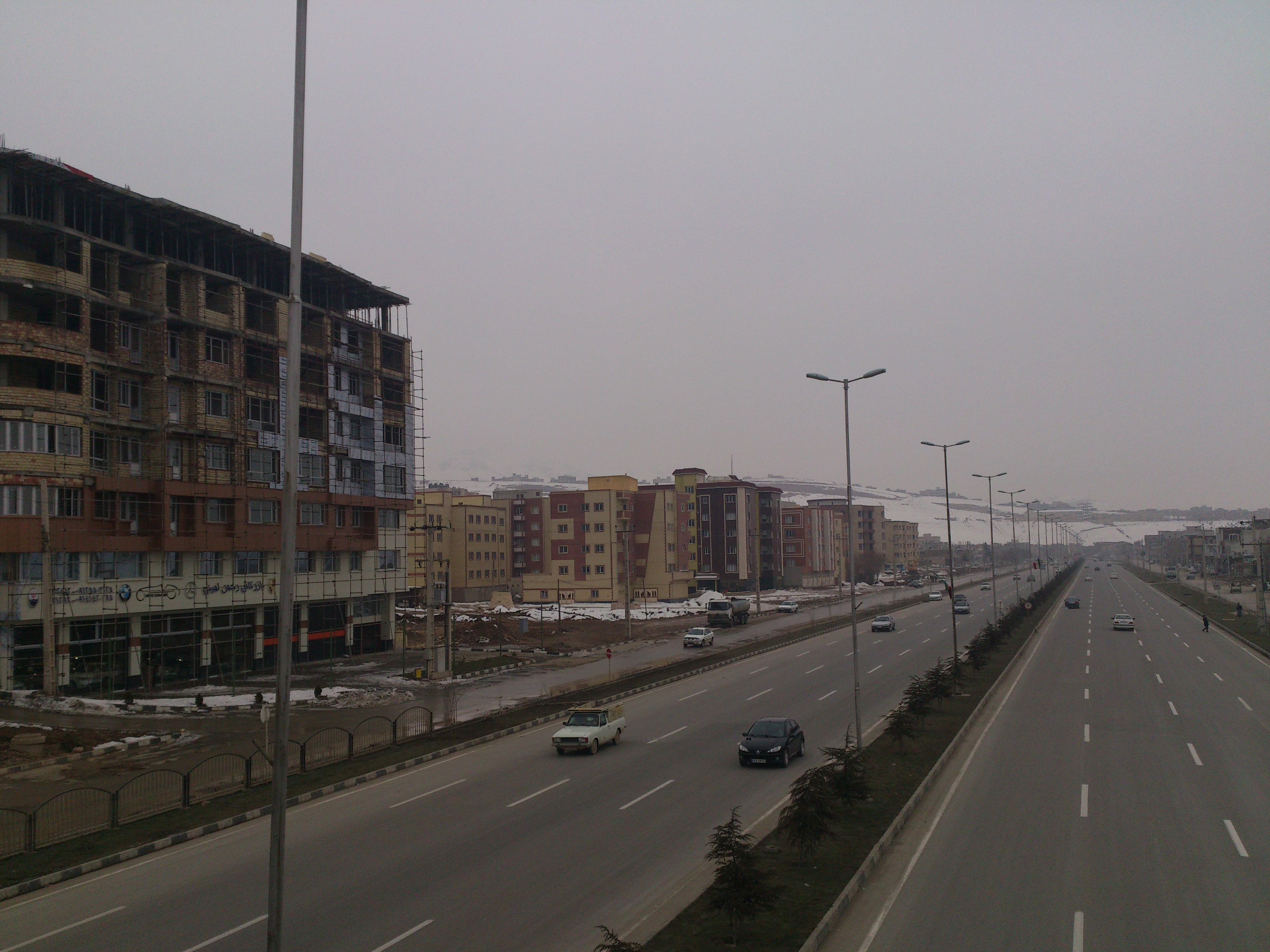
ورودی مهاباد از طرف میاندوآب

## اماکن گردشگری

سد مهاباد
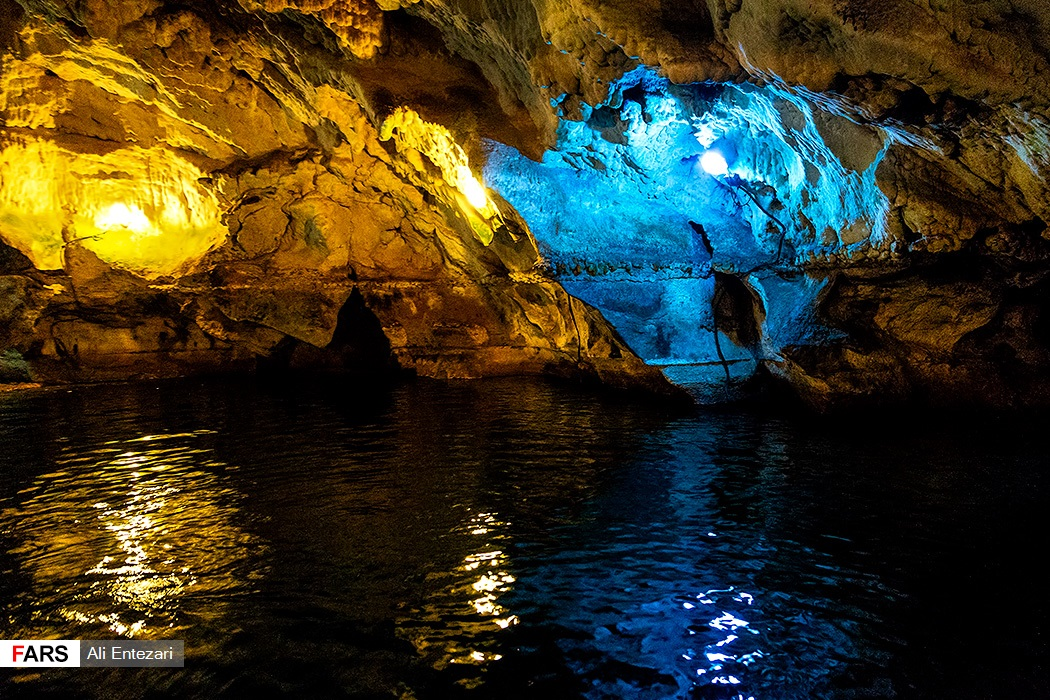
غار سهولان
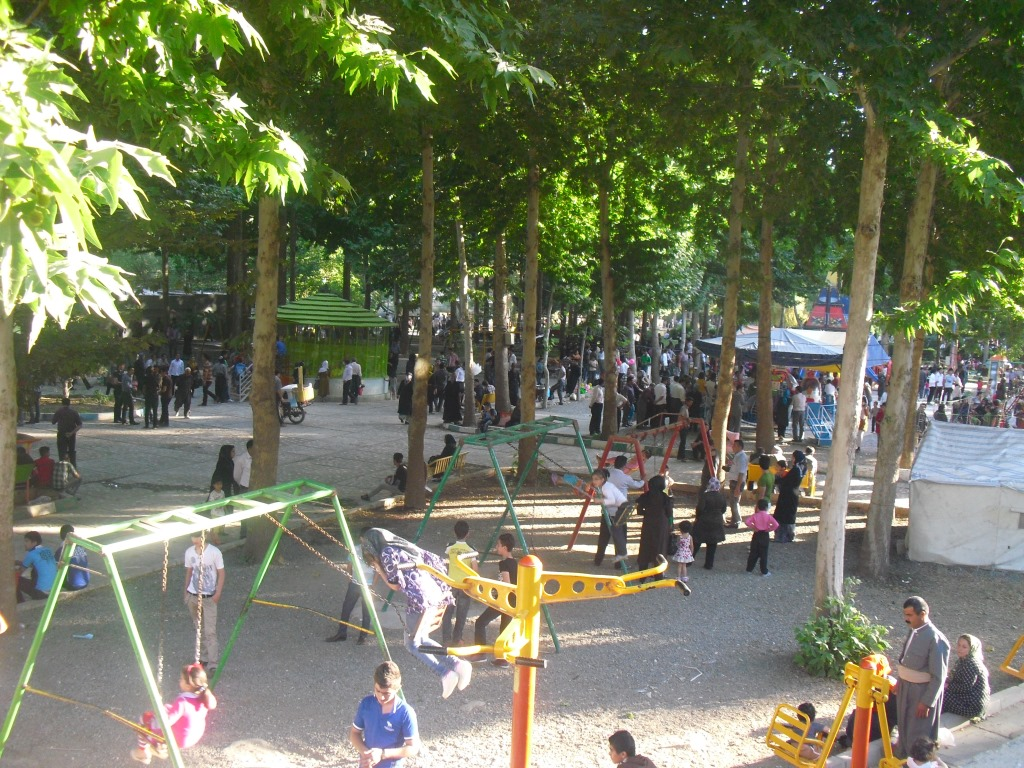
باغ میکائیل